# زئوگاندرا
زئوگاندرا (نام علمی: Zeugandra) سرده‌ای از گیاهان از خانواده گل‌استکانیان (نام علمی: Campanulaceae) است. این سرده شامل دو گونه شناخته شده است که هر دو بومی ایران هستند.
- زئوگاندرا ایرانیکا Zeugandra iranica P.H.Davis - 1951
- زئوگاندرا ایرانشهری Zeugandra iranshahrii Esfand. - 1980